# Napfbecherlinge
Die Napfbecherlinge (Tarzetta) sind eine Gattung der Echten Schlauchpilze aus der Ordnung der Becherlingsartigen (Pezizales) mit 4 Arten in Mitteleuropa und 13 Arten weltweit.

## Merkmale
Die Napfbecherlinge bilden kleine bis mittelgroße, schalenförmige, mehr oder weniger kurz gestielte Fruchtkörper, deren Siel meist im Boden eingesenkt ist. Ihre Fruchtkörper zeigen grau bis blassrosa Farben. Die Napfbecherlinge haben ähnlich den Öhrlingen ein zelliges Excipulum und ein Trama, das aus verschlungenen Hyphen aufgebaut ist. Auch ihre glatten, elliptischen Sporen, die meist zwei Öltropfen aufweisen, ähneln den Öhrlingen.
Allerdings sind ihre Apothecien napf- oder kelchförmig und nie ohrförmig oder einseitig eingeschnitten. Ihre Ränder sind oft typisch gezähnelt. Auch ihre Paraphysen sind stets gerade. Die Außenseite des Excipulums ist kleiig, da sich dessen äußere Zellen ablösen. Die Ascusspitze blaut nicht in Lugol (inamyloid).

## Ökologie
Die Napfbecherlinge leben saprophytisch am Boden, aber auch an Brandstellen und unter Moosen. Es ist sehr wahrscheinlich, dass zumindest einige Napfbecherlinge Mykorrhiza mit Pflanzen eingehen.

## Systematik
Tarzetta gehörte zusammen der eng verwandten Gattung Geopyxis, und den trüffelähnlichen Gattungen Paurocotylis und Stephensia in die Klade 2 innerhalb der Feuerkissenverwandten. Als Schwestergruppe zusammengefasst in derselben Klade waren auch die Vertreter der ehemaligen Familie Ascodesmidaceae und die Gattung Pulvinula. Dagegen war Tarzetta nicht so eng mit Otidea verwandt wie lange angenommen. Tarzetta ist monophyletisch. Seit 2018 ist die Gattung zusammen mit Geopyxis und anderen in der eigenen Familie Tarzettaceae.

## Arten
- Tarzetta brasiliensis
- Tarzetta bronca

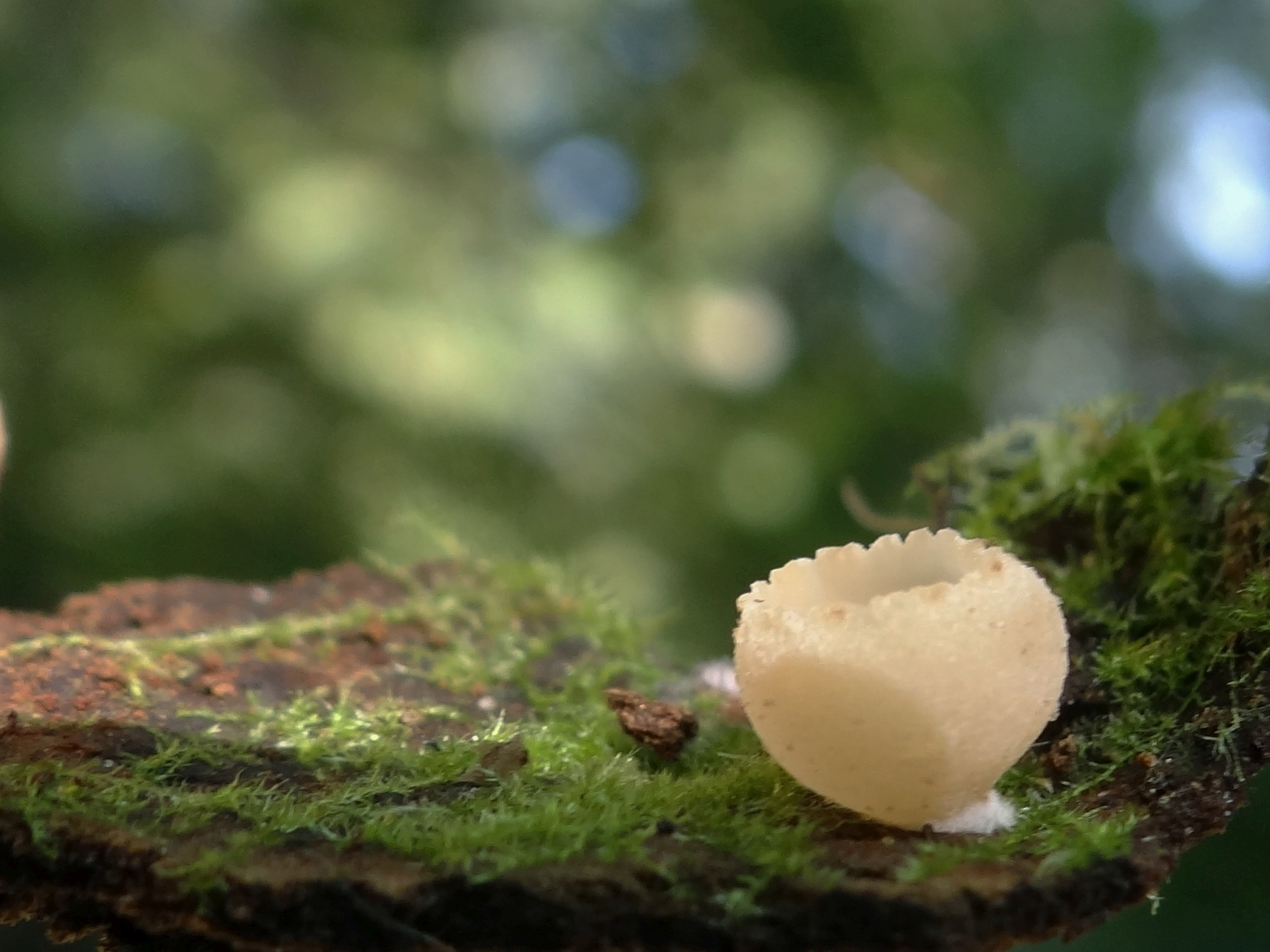
Kerbrandiger Napfbecherling

- Tiegelförmiger Napfbecherling (Tarzetta catinus)
- Tarzetta cinerascens
- Kerbrandiger Napfbecherling (Tarzetta cupularis)
- Kleinster Napfbecherling (Tarzetta gaillardiana)
- Tarzetta jafneospora
- Tarzetta microspora
- Tarzetta pusilla
- Tarzetta rapuloides
- Tarzetta scotica
- Paraphyse-Napfbecherling (Tarzetta spurcata)
- Tarzetta velata